# Britney: Piece of Me
Britney: Piece of Me je rezidenční představení americké zpěvačky Britney Spears. Koncerty probíhají v Planet Hollywood Resort and Casino v Las Vegas ve Spojených státech amerických. Celé představení mapuje kariéru Britney Spears.

## Přípravy
Planet Hollywood již v únoru 2013 začal mluvit o tom, že se snaží nalákat jednoho umělce pro pravidelné vystupování ve svých prostorech. V květnu 2013 bylo potvrzeno, že se jedná o Britney Spears, a že vystupování bude velmi namáhavé, proto musí být Britney v nejlepší kondici. 17. září 2013 Britney učinila oficiální prohlášení, že bude ve Vegas vystupovat. Vrtulníkem přistála uprostřed pouště ve Vegas, kde na ni čekalo přes tisíc fanoušků převlečených jako Britney a odhalili oficiální plakát k představení v obří velikosti.[zdroj?] Britney odehraje celkem 100 představení rozložených do dvou let. Tedy mezi lety 2014 a 2015. Divadlo nacházející se v Planet Hollywood prošlo celé speciální rekonstrukcí. Na těchto představeních byly používány ty nejmodernější efekty na světě.[zdroj?] Celé vystoupení je velmi tanečně náročné proto se na něho Britney musela tvrdě připravovat několik měsíců.[zdroj?] Záběry z příprav se objevili i v jejím dokumentu „I Am Britney Jean“.

## Úspěchy
Po odstartování představení na konci prosince roku 2013 vyšli velmi kladné recenze. Za pouhé první 4 představení Planet Hollywood vydělal téměř 2 a půl milionu dolarů, čímž se „Britney: Piece of Me“ stalo nejvýdělečnější sérii vystoupení v historii Las Vegas.[zdroj?] Její představení navštívilo i spoustu celebrit a jiných slavných osobností. „Piece of Me“ bylo také jednou z nejvíce očekávaných událostí roku.[zdroj?]

## Seznam písní
1. "Work Bitch"
2. "Womanizer"
3. "3"
4. "Everytime"
5. "...Baby One More Time"
6. "Oops!... I Did It Again"
7. "Me Against the Music"
8. "Gimme More"
9. "Break the Ice"
10. "Piece of Me"
11. "Scream & Shout" (přestávka)
12. "Boys"
13. "Perfume"
14. "Get Naked (I Got a Plan)" (přestávka)
15. "I'm a Slave 4 U"
16. "Freakshow"
17. "Do Somethin'"
18. "Circus"
19. "I Wanna Go"
20. "Lucky"
21. "Toxic"
22. "Stronger"
23. "(You Drive Me) Crazy"
24. "Till the World Ends"

- Od 12. do 22. února "Do Somethin'" nahrazeno skladbou "Alien".

## Seznam vystoupení
| Datum             | Návštěvnost           | Výdělek     |
| ----------------- | --------------------- | ----------- |
| První část        |                       |             |
| 27. prosince 2013 | 17 803/17 803 (100 %) | 2 470 021 $ |
| 28. prosince 2013 | 17 803/17 803 (100 %) | 2 470 021 $ |
| 30. prosince 2013 | 17 803/17 803 (100 %) | 2 470 021 $ |
| 31. prosince 2013 | 17 803/17 803 (100 %) | 2 470 021 $ |
| Druhá část        |                       |             |
| 29. ledna 2014    | 53 798/53 798 (100 %) | 8 011 280 $ |
| 31. ledna 2014    | 53 798/53 798 (100 %) | 8 011 280 $ |
| 1. února 2014     | 53 798/53 798 (100 %) | 8 011 280 $ |
| 4. února 2014     | 53 798/53 798 (100 %) | 8 011 280 $ |
| 7. února 2014     | 53 798/53 798 (100 %) | 8 011 280 $ |
| 8. února 2014     | 53 798/53 798 (100 %) | 8 011 280 $ |
| 12. února 2014    | 53 798/53 798 (100 %) | 8 011 280 $ |
| 14. února 2014    | 53 798/53 798 (100 %) | 8 011 280 $ |
| 15. února 2014    | 53 798/53 798 (100 %) | 8 011 280 $ |
| 18. února 2014    | 53 798/53 798 (100 %) | 8 011 280 $ |
| 19. února 2014    | 53 798/53 798 (100 %) | 8 011 280 $ |
| 22. února 2014    | 53 798/53 798 (100 %) | 8 011 280 $ |
| Třetí část        |                       |             |
| 25. dubna 2014    | 48 901/49 290 (99 %)  | 7 850 813 $ |
| 26. dubna 2014    | 48 901/49 290 (99 %)  | 7 850 813 $ |
| 30. dubna 2014    | 48 901/49 290 (99 %)  | 7 850 813 $ |
| 2. května 2014    | 48 901/49 290 (99 %)  | 7 850 813 $ |
| 3. května 2014    | 48 901/49 290 (99 %)  | 7 850 813 $ |
| 7. května 2014    | 48 901/49 290 (99 %)  | 7 850 813 $ |
| 9. května 2014    | 48 901/49 290 (99 %)  | 7 850 813 $ |
| 10. května 2014   | 48 901/49 290 (99 %)  | 7 850 813 $ |
| 14. května 2014   | 48 901/49 290 (99 %)  | 7 850 813 $ |
| 16. května 2014   | 48 901/49 290 (99 %)  | 7 850 813 $ |
| 17. května 2014   | 48 901/49 290 (99 %)  | 7 850 813 $ |
| Čtvrtá část       |                       |             |
| 16. srpna 2014    | –                     | –           |
| 19. srpna 2014    | –                     | –           |
| 23. srpna 2014    | –                     | –           |
| 27. srpna 2014    | –                     | –           |
| 30. srpna 2014    | –                     | –           |
| 31. srpna 2014    | –                     | –           |
| 3. září 2014      | –                     | –           |
| 5. září 2014      | –                     | –           |
| 6. září 2014      | –                     | –           |
| 10. září 2014     | –                     | –           |
| Pátá část         |                       |             |
| 3. října 2014     | –                     | –           |
| 4. října 2014     | –                     | –           |
| 8. října 2014     | –                     | –           |
| 10. října 2014    | –                     | –           |
| 11. října 2014    | –                     | –           |
| 15. října 2014    | –                     | –           |
| 17. října 2014    | –                     | –           |
| 18. října 2014    | –                     | –           |
| 22. října 2014    | –                     | –           |
| 24. října 2014    | –                     | –           |
| 25. října 2014    | –                     | –           |
| 29. října 2014    | –                     | –           |
| 31. října 2014    | –                     | –           |
| 1. listopadu 2014 | –                     | –           |
| 5. listopadu 2014 | –                     | –           |
| 7. listopadu 2014 | –                     | –           |
| 8. listopadu 2014 | –                     | –           |
| Šestá část        |                       |             |
| 27. prosince 2014 | –                     | –           |
| 28. prosince 2014 | –                     | –           |
| 30. prosince 2014 | –                     | –           |
| 31. prosince 2014 | –                     | –           |
| Sedmá část        |                       |             |
| 28. ledna 2015    | –                     | –           |
| 30. ledna 2015    | –                     | –           |
| 31. ledna 2015    | –                     | –           |
| 4. února 2015     | –                     | –           |
| 6. února 2015     | –                     | –           |
| 7. února 2015     | –                     | –           |
| 11. února 2015    | –                     | –           |
| 13. února 2015    | –                     | –           |
| 14. února 2015    | –                     | –           |
| 17. února 2015    | –                     | –           |
| 18. února 2015    | –                     | –           |
| 20. února 2015    | –                     | –           |
| 21. února 2015    | –                     | –           |
| 25. února 2015    | –                     | –           |
| 27. února 2015    | –                     | –           |
| 28. února 2015    | –                     | –           |
| 4. března 2015    | –                     | –           |
| 6. března 2015    | –                     | –           |
| 7. března 2015    | –                     | –           |